# Erythrodiplax transversa
Erythrodiplax transversa är en trollsländeart som beskrevs av Borror 1957. Erythrodiplax transversa ingår i släktet Erythrodiplax och familjen segeltrollsländor. Inga underarter finns listade i Catalogue of Life.